# 아이들...
"아이들..."은 개구리 소년 사건 실화를 바탕으로 2011년에 개봉한 대한민국의 영화이다.

## 캐스팅
- 박용우 : 강지승 역
- 류승룡 : 황우혁 역
- 성동일 : 박경식 역
- 성지루 : 종호 부 역
- 김여진 : 종호 모 역
- 박병은 : 김주환 역
- 주진모 : 안 부장 역
- 김구택 : 원길 부 역
- 박미현 : 원길 모 역
- 이상희 : 용덕 부 역
- 조덕제 : 동필 부 역
- 서영화 : 동필 모 역
- 남상백 : 철우 부 역
- 이의수 : 철우 모 역
- 정계순 : 종호 할머니 역
- 김강민 : 김종호 역
- 김민성 : 우원길 역
- 최동훈 : 박용덕 역
- 임태환 : 박동필 역
- 박우림 : 조철우 역
- 박서연 : 진영 역
- 백원길 : 허 경장 역
- 임지규 : 동철 역
- 박재철 : 종호집 인부 역
- 이봉규 : 유골발견 노인 역
- 이시언 : 윤 피디 역
- 김우석 : 송 피디 역
- 오동주 : 김 피디 역
- 태인호 : 최 피디 역
- 정민 : 여 아나운서 역
- 채희재 : 최 기사 역
- 윤민수 : 지승 카메라맨 역
- 조영규 : 실종방송 남 MC 역
- 권정은 : 실종방송 여 MC 역
- 선학 : 시상식 남 MC 역
- 이지선 : 시상식 여 MC 역
- 장준녕 : 유골발굴 장 형사 역
- 김선국 : 헬기 형사 역
- 김정식 : 노 부장 역
- 김재흠 : 반장 역
- 최낙희 : 서울 피디 역
- 양지웅 : 강 위원 / 고라니 역
- 조민아 : 8살 서현 역
- 류제니 : 4살 서현 역
- 이지율 : 아기 서현 역
- 김수진 : 중학생 서현 역
- 전국환 : 차 교수 역 (특별출연)
- 서주희 : 용덕 모 역 (특별출연)
- 라미란 : 무당 역 (특별출연)
- 곽인준 : 서장 역 (특별출연)
- 박재웅 : 박 형사 후배 역 (특별출연)

## 같이 보기
- 개구리 소년 실종사건